# Maria ...vieni a Marcello
Maria... vieni a Marcello è un film del 1923 diretto da Gennaro Jovine; è il primo film muto realizzato in Puglia.

## Trama
Marcello è un ambulante affetto da gobba: nella Villa Comunale di Napoli vende focaccine e pizze e, per richiamare i passanti, specialmente le balie e le servette, lancia l'invito "vieni a Marcello!".

## Produzione
Prodotto dalla Garganica Film di Lucera, è ispirato ad un fatto di cronaca avvenuto a Napoli all'inizio degli anni venti. L'uomo morì accoltellato da una donna, verso la quale era stato troppo intraprendente. L'episodio ed il conseguente processo, seguitissimo, resero quel richiamo, per molti anni, un popolarissimo intercalare, con chiara allusione sessuale. Il film ebbe un largo sfruttamento in tutto il Meridione.
L'interprete principale, Gennaro Sebastiani, era un attore napoletano, il popolare Gennarino, un gobbetto presente in tutti i film di Leda Gys. Interamente girato a Lucera, in provincia di Foggia.

## Seguito
Quattro anni dopo la “Garganica Film” girò una seconda (e ultima) pellicola, ma non è stata reperita alcuna copia di entrambe le produzioni.
La "Apulia film commission" si occupa della pellicola, ma con il titolo (lievemente modificato) "Maria ..viene a Marcello".